# Macaulay Tait
Macaulay Tait (* 27. August 2005 in Edinburgh) ist ein schottischer Fußballspieler, der bei Heart of Midlothian unter Vertrag steht.

## Karriere

### Verein
Macaulay Tait begann seine Karriere in der Lochend Football Academy aus dem gleichnamigen Stadtteil der schottischen Hauptstadt Edinburgh. Im Jahr 2021 wechselte Tait innerhalb von Edinburgh zu Heart of Midlothian. In der Saison 2022/23 war er Mannschaftskapitän der zweiten Mannschaft der „Hearts“ in der Lowland League. Am 16. Dezember 2023 debütierte der 17-Jährige Tait für die erste Mannschaft in der Scottish Premiership gegen Celtic Glasgow als er beim 2:0-Auswärtssieg für Jorge Grant eingewechselt wurde. Eine Woche später absolvierte er seinen zweiten Einsatz, als er beim 2:0-Heimsieg im Tynecastle Park gegen den FC St. Mirren erneut als Einwechselspieler in das Spiel kam. Im Februar 2024 unterzeichnete Tait einen langfristigen Vertrag bei Heart of Midlothian bis 2028. Bis Ende März 2024 kam er unter dem Cheftrainer Steven Naismith in sechs weiteren Ligaspielen sowie im Achtelfinale des schottischen Pokals gegen den Airdrieonians FC stets als Einwechselspieler zum Zuge. Am 30. März 2024 feierte Tait sein Startelfdebüt im Team der Hauptstädter gegen den FC Kilmarnock. Mit den „Hearts“ scheiterte er im Pokalhalbfinale an den Glasgow Rangers und verpasste den Finaleinzug in den Hampden Park. Als Tabellendritter in der Scottish Premiership 2023/24 qualifizierte sich Tait mit den „Hearts“ für die Europa League.
Am 24. Januar 2025 wechselte Tait für den Rest der Saison 2024/25 auf Leihbasis zum schottischen Zweitligisten FC Livingston.

### Nationalmannschaft
Macaulay Tait debütierte am 20. März 2024 in der schottischen U19-Nationalmannschaft gegen Italien in der Qualifikation für die Europameisterschaft dieser Altersklasse. Tait kam in allen drei Spielen der Eliterunde zum Einsatz, darunter gegen den Gastgeber Italien sowie Georgien und Tschechien.